# Courcelles-Sapicourt
Courcelles-Sapicourt is een gemeente in het Franse departement Marne (regio Grand Est) en telt 229 inwoners (2005). De plaats maakt deel uit van het arrondissement Reims.

## Geografie
De oppervlakte van Courcelles-Sapicourt bedraagt 3,9 km², de bevolkingsdichtheid is 58,7 inwoners per km².
De onderstaande kaart toont de ligging van Courcelles-Sapicourt met de belangrijkste infrastructuur en aangrenzende gemeenten.

## Demografie
Onderstaande figuur toont het verloop van het inwonertal (bron: INSEE-tellingen).